# Гуадалупе (Чиуауа)
Гуадалупе (исп. Guadalupe) — посёлок в Мексике, штат Чиуауа, входит в состав одноимённого муниципалитета и является его административным центром. Численность населения, по данным переписи 2010 года, составила 3022 человека.

## Общие сведения
Название Guadalupe дано в честь образа Богородицы — Девы Марии Гваделупской.
Посёлок был основан в 1849 году мексиканскими переселенцами, после окончания мексиканско-американской войны, и отчуждения части территории Мексики.